# کرکس کوچک

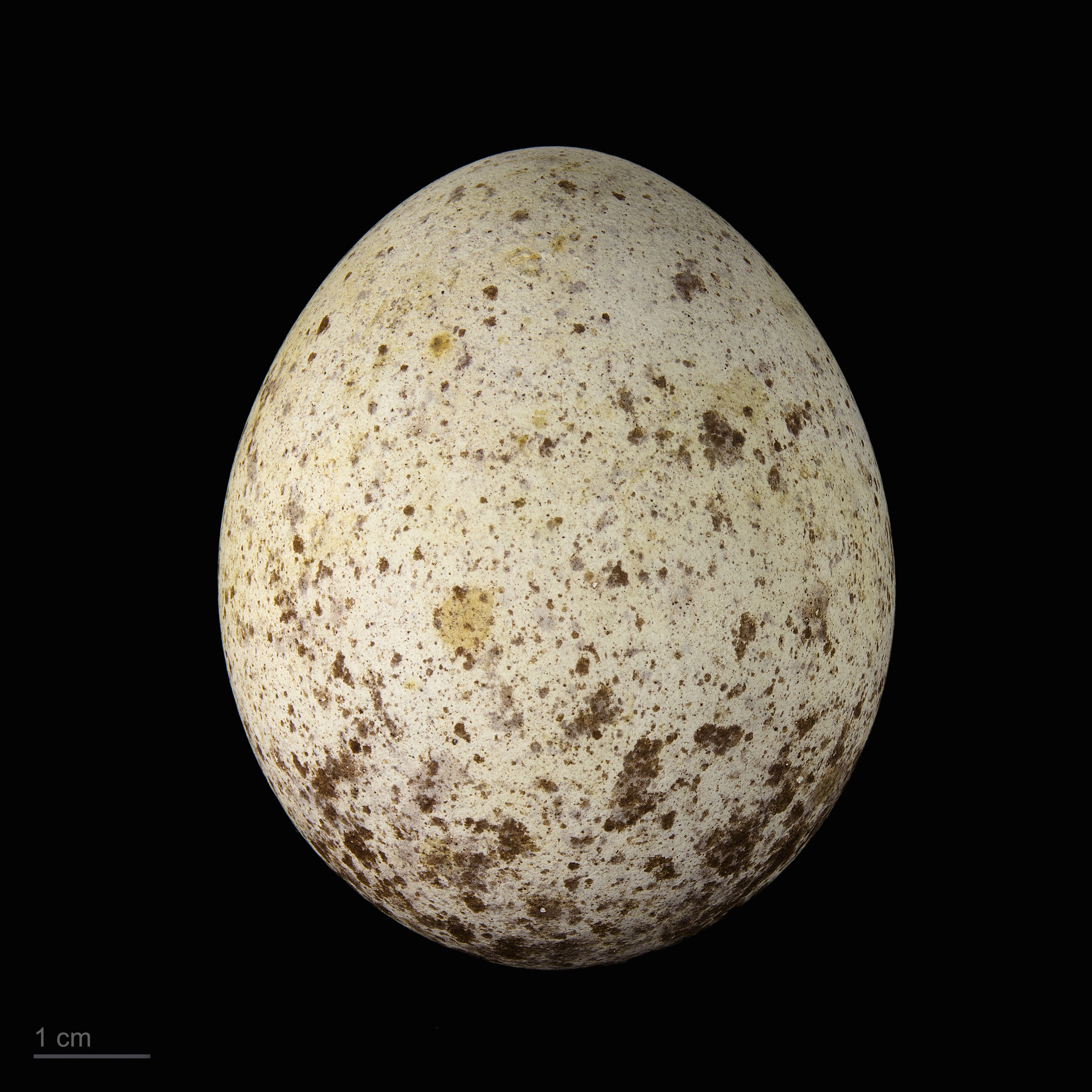
Neophron percnopterus

کرکس کوچک یا کرکس مصری (نام علمی: Neophron percnopterus) یک گونه در معرض خطر از تیرهٔ بازان و تنها عضو سرده Neophron است. زیست‌گاه این پرنده از جنوب غربی اروپا و شمال آفریقا تا هند است و در ایران نیز یافت می‌شود.

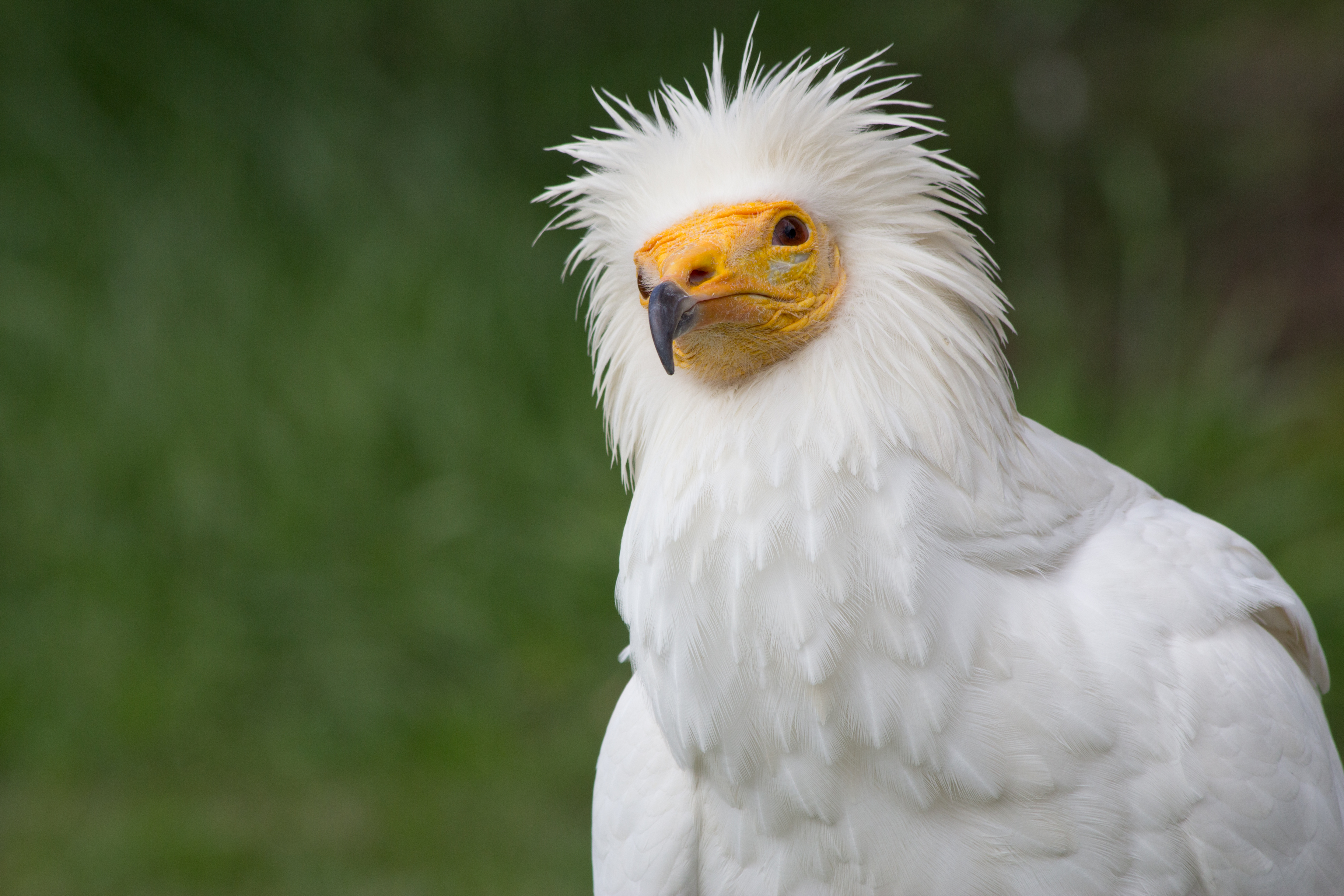
نگاره‌ای از یک کرکس کوچک در آکواریوم باغ‌وحش مادرید.